# ناکامورا بایجاکو دوم
ناکامورا بایجاکو دوم (به ژاپنی: 二代目 中村 梅雀 Nidaime Nakamura Baijaku) یا شین‌ایچی میتسوی (به ژاپنی: 三井 進一 Mitsui Shin'ichi)؛ (زادهٔ ۱۲ دسامبر ۱۹۵۵) موسیقی‌دان اهل ژاپن است. وی از سال ۱۹۶۵ میلادی تاکنون مشغول فعالیت بوده‌است.
از فیلم‌هایی که وی در آن نقش داشته است، می‌توان به هاراکیری: مرگ یک سامورایی و زن قلعه‌دار، نائوتورا اشاره کرد.